# Procès de Coblence
Le procès de Coblence (centre-ouest de l'Allemagne), ou procès al-Khatib, en 2020 et 2021, est le procès de deux anciens agents de la branche 251, dite branche al-Khatib, des services de renseignement du régime de Bachar el-Assad, en Syrie : l'officier Anwar Raslan et le subalterne Eyad al-Gharib, arrêtés en Allemagne en 2019 sont accusés d'être impliqués dans des crimes contre l'humanité, en particulier actes de torture, viols et meurtres. C'est le premier procès au monde pour des exactions ayant eu lieu pendant le conflit syrien,.
Le 24 janvier 2021, Eyad al-Gharib est reconnu coupable de complicité de crimes contre l'humanité et condamné à quatre ans et demi d'emprisonnement par la Haute Cour régionale de Coblence.  
Le verdict concernant Anwar Raslan est rendu le 13 janvier 2022. Il est reconnu coupable de crime contre l'humanité et de 27 meurtres, et condamné à la réclusion à perpétuité. 

## Contexte en Syrie
Durant la révolution puis la guerre civile syrienne, dès mars 2011, des dizaines de milliers d'opposants sont arrêtés et détenus par les services secrets du régime syrien. Ces services sont connus pour être très puissants et omniprésents en Syrie, mais également pour multiplier les disparitions forcées, les arrestations et détentions arbitraires, ainsi que pour ses multiples centres de détention, dans lesquels le recours aux traitements dégradants et inhumains, à la torture physique et psychologique, aux privations de soin, de nourriture et de sommeil, ainsi qu'aux sévices sexuels et viols, sont décrits (par d'anciens détenus et employés, ainsi que par les ONG humanitaires) comme systématiques, et au sein desquels les détenus meurent en nombre sous la torture,.

## Contexte juridique
Le gouvernement syrien ne reconnaissant pas la compétence de la Cour pénale internationale (CPI), le seul moyen dont la communauté internationale dispose pour saisir celle-ci est de le faire via le conseil de sécurité de l'ONU. Cependant, les vétos russes et chinois empêchent régulièrement cette saisie via l'ONU,. 
Ce sont donc des États tiers, dont l'Allemagne, qui utilisent leur compétence universelle pour juger des Syriens accusés de crimes commis en Syrie. En France, en Espagne, en Norvège, en Suède, en Autriche et au Danemark, des réfugiés syriens et des associations de défense des droits humains déposent également des plaintes. Ce sont parfois même des États qui portent plainte directement, comme les Pays-Bas l'ont fait,,.  
Une enquête préliminaire ouverte conjointement par les justices française et allemande début 2018, à la suite de témoignages de réfugiés syriens, résulte, le 12 février 2019, en une triple arrestation, la première au monde concernant des crimes attribués au régime syrien. Anwar Raslan et Eyad al-Gharib sont arrêtés en Allemagne, et un troisième ancien militaire syrien, âgé de 30 ans, est arrêté en France le même jour ; son identité n'est pas révélée par les autorités françaises.

## Accusés et chefs d'accusation
Les deux anciens agents de renseignement syriens sont arrivés en Allemagne en se faisant passer pour des réfugiés. Ils sont arrêtés début 2019, après avoir été reconnus par d'anciens détenus, ayant été témoins et victimes de torture, également réfugiés en Allemagne.
Anwar Raslan, qui a travaillé comme officier supérieur entre 2008 et 2012 au sein de la branche 251 (dite branche al-Khatib) de la Direction générale de la Sécurité (ou Sécurité d’État), à Damas, est inculpé de 58 chefs d'accusation, dont des crimes contre l'humanité, actes de torture et viol. Il est accusé d'avoir dirigé ou ordonné la torture sur plus de 4 000 détenus d’avril 2011 à septembre 2012 (coups de poing, de bâtons, de câbles électriques et de fouets, électrochocs, douches d'eau glacée, privation de sommeil pendant plusieurs jours, sévices sexuels), et d'être responsable de la mort sous la torture de 58 autres détenus. Il est également inculpé personnellement de deux cas de sévices sexuels aggravés et de viol, selon la liste des charges retenues contre lui, et encourt la réclusion à perpétuité. En mai 2020, Anwar Raslan nie tout rôle et toute implication dans la torture des détenus et affirme au contraire avoir aidé à libérer des détenus. Selon l'ONG ECCHR (Centre européen des droits constitutionnels et des droits humains), qui défend des victimes, il tenterait de minimiser son rôle,.  
Responsable de la « section des investigations », il était chargé de coordonner les interrogatoires, valider et signer les comptes-rendus. Selon Anwar al-Bunni, Raslan était en position d’ordonner et de diriger les interrogatoires (généralement menés sous la torture) et affirme que, bien que les hauts gradés se salissent rarement les mains eux-mêmes, « des témoins assurent qu’il était présent quand ils ont été torturés ». 
Eyad al-Gharib, un subalterne, est accusé d'avoir fait arrêter (disparitions forcées) et emmener à la branche 251 au moins une trentaine de civils, ce qui permet leur détention et leur torture. Il aurait également été chargé d'accompagner le transport de corps de détenus jusqu'aux fosses communes, selon un témoin. Il est jugé pour complicité de crime contre l'humanité. En décembre 2020, les juges annoncent disposer d'assez d'éléments, le verdict le concernant devrait être rendu le 24 février 2021,.

## Préalables et préparation du procès
Ce sont des réfugiés syriens en Europe qui ont permis l'arrestation des deux anciens tortionnaires. Anouar al-Bunni, avocat et défenseur des droits humains syrien réfugié en Allemagne reconnaît Anwar Raslan à Berlin, responsable de sa disparition forcée en 2006.  
De nombreux Syriens réfugiés en Allemagne ont signalé la présence de tortionnaires aux autorités allemandes, et se confient également à l'avocat, qui défendait déjà les prisonniers en Syrie et a donc leur confiance. Selon Anwar Al-Bunni, les autorités allemandes et en particulier « l’unité de lutte contre les crimes internationaux dispose de moyens extrêmement limités. Quelques personnes avec un petit budget ». Il s'occupe donc de recouper des preuves et témoignages et les remet aux autorités allemandes, avec l’aide de l'ECCHR.  
L'unité crimes de guerre de l'office fédéral allemand de police criminelle (BKA), chargée des crimes de guerre, crimes contre l'humanité et génocides (équivalent de l'OCLCH en France), pour la première fois, n'a pas eu accès à la scène de crime, le territoire syrien leur étant interdit, « puisque les criminels sont toujours au pouvoir et que la guerre se poursuit ». Il leur a donc fallu cinq ans de travail et l'accumulation de preuves de crimes de guerre apportées par les demandeurs d'asile syriens arrivant en Allemagne pour se faire une idée claire du système en place en Syrie : victimes et témoins « ont transporté avec eux beaucoup de preuves d'atrocités commises contre des civils », témoignages des tortures subies, images, vidéos et documents « montrant d'autres crimes contre les droits de l'homme ».
Pour le procès, la CIJA (Commission for International Justice and Accountability) prépare un dossier de documents exfiltrés de Syrie, incluant deux documents officiels (dont un compte-rendu officiel d'interrogatoire) portant la signature de l'accusé. Des photographies de détenus décédés sous la torture exfiltrées par le photographe militaire César font également partie des éléments utiles à la préparation du procès : sur les 45 000 clichés de cadavres, une centaine concerne des détenus provenant de la branche 251 pendant la période où les deux accusés étaient en poste,,.

## Déroulement du procès
Les premières audiences commencent le 23 avril 2020 à Coblence, en Allemagne. 

### Témoignages
Les services d'immigration allemands expliquent la procédure d'asile de Raslan.
Riad Seïf, dissident syrien qui l'a recommandé aux autorités allemandes, explique sa démarche : il ne connaissait pas Raslan mais l'a recommandé à la demande de son gendre. Il savait également que Raslan était un officier de haut rang des services secrets et espérait qu'il dénoncerait ce qu'il savait. Or, arrivé en Allemagne, Raslan rencontre Seïf mais ne lui raconte rien. Seïf affirme qu'il n'aurait pas recommandé Raslan s'il avait su ce qu'il avait fait.
Les enquêteurs allemands affirment que de nombreux demandeurs d'asile syriens avaient donné le nom d'Anwar Raslan. Des experts sont entendus sur l'organisation des services de renseignement et des centres de détention du régime syrien, sur l'usage de la torture sous les Assad. Trois documents de la branche al-Khatib, dont deux signés par Anwar Raslan, sont fournis,.
Trois journées d'audience prévues les 5, 11 et 12 novembre 2020 sont annulées, car les témoins se sont désistés.

#### Apport de preuves matérielles
Mazen Darwish, avocat et défenseur des droits humains, témoigne les 15 et 16 septembre, et remet au tribunal des documents officiels fuités, qui ont été exfiltrés de Syrie et conservés par l'ONG qu'il dirige : 
- une note émanant du service dirigé par Raslan, le service des investigations, adressée à la direction de la branche, fin décembre 2011, pour demander davantage de coopération d'un officier médico-légal d’hôpital militaire, car trois employés du service ont dû être détachés pour transporter les victimes qui périssent dans ses locaux alors « cela ne fait pas partie de ses responsabilités », cet échange mentionne les nombres de détenus décédés et entreposés dans la branche en attente de transport qui augmentent
- un document mentionnant les coordonnées de quatre fosses communes dans la banlieue de Damas
- deux pages de registres de décès, des listes établies par des hôpitaux de Harasta et par le Croissant-Rouge, 103 photographies de corps numérotés et avec le nom de la branche 251 annoté
- l’organigramme avec la chaîne de commandement de la division 251 et les noms et grades de 93 employés de la branche (29 officiers, 45 sous-officiers et 19 employés civils)[24],[25],[26].

Ces preuves matérielles sont officiellement portées au dossier par la cour le 4 octobre. La nature inédite de ces documents pour la justice allemande pourrait faire évoluer le procès dans une dimension qui dépasse les cas individuels des deux accusés.
Les enquêteurs allemands ont chargé une équipe légiste d'analyser les 27 000 photos concernant les détenus du régime syriens morts en détention, issues du rapport César et fournies en haute résolution au parquet allemand en 2017. Compte tenu de la dureté et de la teneur des images, le travail a duré 2 ans, et ces analyses ont ensuite permis de recouper les signes visibles sur les corps des 6812 personnes décédées avec les témoignages de survivants de la torture.

#### Anciens détenus et victimes de torture
Le réalisateur Firas Fayyad, détenu et torturé dans la branche 251 témoigne de la torture et du viol aggravé qu'il a subis sous l'autorité de Raslan, ainsi que de ce à quoi il a assisté en prison : torture d'autres détenus et décès de codétenus,,. Il est l'un des très rares survivants des geôles du régime à oser parler du viol qu'il a subi en détention, bien que les viols et agressions sexuelles soient utilisés de façon systémique dans les prisons du régime. 
Anwar al-Bunni, le défenseur des droits qui avait été arrêté par Raslan en 2006 en Syrie puis a permis son arrestation en Allemagne en 2019, fait partie des témoins.
Deux journalistes syriens, Amer Matar et Hussein Ghrer, ainsi que Wassim Mukdad, Abeer Farhood, ancienne détenue torturée, Nouran al-Ghamian et une douzaine de témoins, figurent parmi les plaignants,,.
L'ONG EEHCR représente 17 victimes, anciens détenus et survivants de la torture dans la branche 251. Un survivant de la torture témoigne de violence sexuelle à son égard. Une femme témoigne de mauvais traitements, coups, attouchements, insultes à caractère sexuel et menaces de viol. Au vu des différents témoignages et documents, la partie civile demande que ces cas ne soient pas jugés isolément mais comme faisant partie d'un système organisé constituant un crime contre l'humanité. Le procureur ne s'oppose pas à cette demande, il affirme que les violences sexuelles ont été et continuent d’être utilisées de façon systématique.

#### Anciens employés
En juillet 2020, deux anciens employés des services secrets syriens témoignent sans protection ni anonymat, et se déclarent inquiets pour leurs  familles en Syrie et en Turquie. M.A. travaillait pour l’armée basée près du cimetière de Najha, au sud de Damas. Il a déclaré qu'il avait l'habitude d'enregistrer des livraisons de cadavres vers les fosses communes : 8 400 entre avril 2011 et janvier 2012, selon sa liste, et qu'Al-Gharib avait accompagné un convoi de livraison. M.I. a effectué son service militaire à la division 251, entre 2010 et sa défection en 2012, il affirme au tribunal avoir été affecté à la cour pour garder les bâtiments, début juillet, l'ingénieur civil de 37 ans a parlé de la cour de la branche, où il a vu des prisonniers arriver en bus et être battus, parfois pendant des heures, jusqu'à ce qu'ils soient emmenés dans la prison souterraine et a entendu les cris des détenus à travers de petites fenêtres de la prison donnant vers la cour.
En septembre 2020, un ancien fossoyeur témoigne sous protection d'anonymat devant la cour, pour la sécurité de sa famille restée en Syrie. Il estime à 50 000 le nombre de corps qu'il a transportés depuis les services de sécurité du régime à Damas entre octobre 2011 et fin 2012, puis à 25 000 par an jusqu'en 2017. Il affirme que son équipe de 10 à 15 hommes et lui escortaient les camions, chargés de 300 à 700 corps chacun, vers les sites de fosses communes à Najha et Al-Qutaifah, près de Damas, quatre fois par semaine. Il décrit des corps torturés, avec des traces de coups, des visages défigurés à l'acide, etc. Il affirme que les cimetières s'étendent sur plusieurs milliers de mètres carrés et que les tranchées mesurent jusqu'à cent mètres de long et six mètres de profondeur — chacune remplie par les corps contenus dans environ 150 camions. Trois camions étaient utilisés, chacun était affecté à un services de renseignement et un centre de détention spécifique. Le fossoyeur précise : « deux fois par semaine, les cadavres venaient de la prison de Saydnaya, et une ou deux fois par semaine des hôpitaux militaires » qui collectaient les cadavres provenant des services de renseignement de toute la ville, parmi lesquels la branche 251. Il estime à environ à 10 000 le nombre de cadavres par an provenant de la branche d'Al-Khatib, ce nombre augmentant après 2013. Dans sa déclaration, Raslan avait au contraire affirmé que personne n'était mort dans la branche pendant qu'il y travaillait,,.
Pour des raisons de sécurité, le photographe légiste César ne peut pas témoigner. C'est la journaliste française Garance Le Caisne qui est chargée de présenter son enquête sur le rapport César lors du procès.

## Verdict
Le 24 janvier 2021, Eyad al-Gharib est reconnu coupable de complicité de crimes contre l'humanité et condamné à quatre ans et demi d'emprisonnement par la Haute Cour régionale de Coblence pour avoir participé à l’arrestation en 2011 d’au moins trente manifestants à Douma, et à leur transfert vers une prison secrète des services de renseignement où ils devaient être torturés. La peine requise par les procureurs était de cinq ans et demi, tandis que la défense demandait l'acquittement, alléguant notamment qu'un refus de l'accusé de suivre les ordres l'aurait mis en danger de mort,. 
La condamnation d'Eyad al-Gharib reconnaît pour la première fois légalement que les crimes commis dans les prisons du régime syrien de Bachar el-Assad sont des crimes contre l'humanité. Les juges qualifient dans le détail les exactions du régime « d’attaque massive et systématique » contre sa propre population, donc de crimes contre l’humanité.
Le procès d'Anwar Raslan se poursuit pendant une année. Le 13 janvier 2022, il est reconnu coupable de crime contre l'humanité, dont le meurtre de 27 détenus, et condamné à la prison perpétuité en Allemagne par la Haute cour régionale de Coblence, ainsi qu'à l'indemnisation des frais de justice des victimes,.